# Россет, Рикарду
Рика́рду Россе́т (порт. Ricardo Rosset, 27 июля, 1968, Сан-Паулу) — бразильский автогонщик, участник чемпионата мира по автогонкам в классе Формула-1.

## Биография
В начале 1990-х годов выступал в британской Формуле-3, в 1995 году перешёл в Формулу-3000, где выиграл свою дебютную гонку, в том же году одержал победу ещё в одной гонке и завоевал вице-чемпионский титул. На следующий год, в сезоне 1996, дебютировал в Формуле-1 в команде «Футуорк», очков не набрал, за весь сезон ни разу не финишировал менее чем в круге от победителя. В 1997 году стал пилотом дебютировавшей в Формуле-1 команды «Лола». Первый же Гран-при в новой команде закончился полным провалом: Россет не прошёл квалификацию, уступив времени обладателя поула более 12 секунд. После этого этапа команда прекратила выступления в Формуле-1.
В 1998 году Россет снова участвовал в чемпионате мира Формулы-1 в команде «Тиррелл», но вновь безуспешно: в пяти гонках он не прошёл квалификацию и вновь не смог ни разу финишировать в одном круге с победителем. По окончании сезона ушёл из автогонок, а команда «Тиррелл» прекратила своё существование. За свою карьеру в Формуле-1 Россет не набрал очков. В дальнейшем он занялся бизнесом по продаже одежды в Бразилии, несмотря на то, что ему предлагали контракты в американских чемпионата CART и IRL.
В 2008 году вернулся в гонки, приняв участие в Кубке Бразилии GT3. В дебютном сезоне одержал 4 победы и завоевал звание вице-чемпиона, а два года спустя, в 2010, выиграл чемпионский титул.

## Результаты выступлений в Формуле-1
| Легенда к таблице |                                                                    |
| --- | ------------------------------------------------------------------ |
| В таблице перечислены результаты всех Гран-при Формулы-1, в которых принимал участие гонщик. Строками таблицы являются сезоны, столбцами — этапы чемпионата мира. В каждой клетке указаны сокращённое название этапа и результат, дополнительно обозначенный цветом. Расшифровка обозначений и цветов представлена в нижеследующей таблице. |                                                                    |
| \| Пример \| Описание \| \| ------------ \| ------------------------------------------------------------------ \| \| 1 \| Победитель \| \| 2 \| Второе место \| \| 3 \| Третье место \| \| 5 \| Финишировал, заработав очки \| \| Сход \| Не финишировал, но при этом заработал очки \| \| 12 \| Финишировал, не получив очков \| \| НКЛ \| Финишировал, но не попал в финальную классификацию \| \| 15 \| Участвовал вне зачёта, либо по отдельной классификации \| \| 18 \| Не финишировал, но попал в финальную классификацию \| \| Сход \| Не финишировал \| \| НКВ \| Не прошёл квалификацию \| \| НПКВ \| Не прошёл предквалификацию \| \| ДСК \| Дисквалифицирован \| \| ИСК \| Исключён из протокола соревнований \| \| ТТ \| Заявлен для участия только в тренировках \| \| НС \| Участвовал в квалификации, но не стартовал в гонке \| \| Т \| Травмирован или болен \| \| ОТК \| Отказ от участия \| \| НТР \| Прибыл на соревнования, но на трассу не выезжал \| \| НПР \| Был заявлен в числе участников, но не прибыл к началу соревнований \| \| О \| Соревнования отменены \| \| \| Не участвовал \| \| Поул-позиция \| \| \| Быстрый круг \| \| |                                                                    |
| Пример | Описание                                                           |
| 1 | Победитель                                                         |
| 2 | Второе место                                                       |
| 3 | Третье место                                                       |
| 5 | Финишировал, заработав очки                                        |
| Сход | Не финишировал, но при этом заработал очки                         |
| 12 | Финишировал, не получив очков                                      |
| НКЛ | Финишировал, но не попал в финальную классификацию                 |
| 15 | Участвовал вне зачёта, либо по отдельной классификации             |
| 18 | Не финишировал, но попал в финальную классификацию                 |
| Сход | Не финишировал                                                     |
| НКВ | Не прошёл квалификацию                                             |
| НПКВ | Не прошёл предквалификацию                                         |
| ДСК | Дисквалифицирован                                                  |
| ИСК | Исключён из протокола соревнований                                 |
| ТТ | Заявлен для участия только в тренировках                           |
| НС | Участвовал в квалификации, но не стартовал в гонке                 |
| Т | Травмирован или болен                                              |
| ОТК | Отказ от участия                                                   |
| НТР | Прибыл на соревнования, но на трассу не выезжал                    |
| НПР | Был заявлен в числе участников, но не прибыл к началу соревнований |
| О | Соревнования отменены                                              |
| | Не участвовал                                                      |
| Поул-позиция |                                                                    |
| Быстрый круг |                                                                    |

| Сезон | Команда         | Шасси         | Двигатель | Ш | 1        | 2        | 3        | 4        | 5        | 6        | 7        | 8        | 9        | 10       | 11      | 12      | 13    | 14       | 15       | 16      | 17  | Место | Очки |
| ----- | --------------- | ------------- | --------- | - | -------- | -------- | -------- | -------- | -------- | -------- | -------- | -------- | -------- | -------- | ------- | ------- | ----- | -------- | -------- | ------- | --- | ----- | ---- |
| 1996  | Footwork        | Footwork FA17 | Hart      | G | АВС 9    | БРА Сход | АРГ Сход | ЕВР 11   | САН Сход | МОН Сход | ИСП Сход | КАН Сход | ФРА 11   | ВЕЛ Сход | ГЕР 11  | ВЕН 8   | БЕЛ 9 | ИТА Сход | ПОР 14   | ЯПО 13  |     | -     | 0    |
| 1997  | MasterCard Lola | Lola T97/30   | Ford      | B | АВС НКВ  | БРА      | АРГ      | САН      | МОН      | ИСП      | КАН      | ФРА      | ВЕЛ      | ГЕР      | ВЕН     | БЕЛ     | ИТА   | АВТ      | ЛЮК      | ЯПО     | ЕВР | -     | 0    |
| 1998  | Tyrrell         | Tyrrell 026   | Ford      | G | АВС Сход | БРА Сход | АРГ 14   | САН Сход | ИСП НКВ  | МОН НКВ  | КАН 8    | ФРА Сход | ВЕЛ Сход | АВТ 12   | ГЕР НКВ | ВЕН НКВ | БЕЛ   | ИТА 12   | ЛЮК Сход | ЯПО НКВ |     | -     | 0    |